# Lærdalstunnelen
Lærdalstunnellen er en 24,5 kilometer lang tunnel, der forbinder Lærdal og Aurland i Sogn og Fjordane fylke i det vestlige Norge med hinanden. Den er lokaliseret nordøst for Bergen og nordvest for Oslo. Den er bygget for at give en vintersikker vej mellem Oslo og Bergen. Tunnelen gør, at strækningen fra Bergen til Oslo ikke længere kræver færgesejlads.
Tunnelen blev bygget mellem 1995 og 2000, og den udgør en del af europavej E16. Den er verdens længste vejtunnel med sine 24.510 meter. Zhongnanshantunnelen i Kina, som består af to separate tunneler, er den næstlængste på 18.020 meter, og Skt. Gotthardtunnelen i Schweiz er den tredjelængste vejtunnel med sine 16.918 meter.
Lærdalstunnellen indgår i en række tunneller på hovedvej E16, hvor mere end 40 kilometer af 50 kilometer vej forløber inde i tunneller. Norges næstlængste tunnel Gudvangatunnelen er en del af strækningen sammen med Flenjatunnelen.

## Galleri
På grund af længden er der foretaget flere udvidelser i tunnelløbet med speciel belysning for at give variation i køreoplevelsen. Tunnelen er gjort bredere nogle steder for at skabe vendepladser. Der kan man holde for en kort bemærkning, men det er ikke tilladt at parkere eller benytte stedet som rasteplads.